# Vámosgyörk
Vámosgyörk là một thị trấn thuộc hạt Heves, Hungary. Thị trấn này có diện tích 21,82 km², dân số năm 2010 là 1983 người, mật độ 91 người/km².